# Newtownards Airport
Newtownards Airport är en flygplats i Storbritannien.   Den ligger i riksdelen Nordirland, i den västra delen av landet, 500 km nordväst om huvudstaden London. Newtownards Airport ligger 3 meter över havet.
Terrängen runt Newtownards Airport är platt. Havet är nära Newtownards Airport åt sydost. Närmaste större samhälle är Belfast, 15,1 km väster om Newtownards Airport. 